# Fritz-Jürgen Nöhring
Fritz-Jürgen Nöhring (* im 20. Jahrhundert) ist ein deutscher Herzchirurg.
Nöhring promovierte an der Universität Jena und habilitierte an der Humboldt-Universität zu Berlin. Seit 1993 ist er Cardiothoracic Consultant im St. Anthony’s Hospital in London. 1995 veröffentlichte er im Oscar Brandstetter Verlag das Fachwörterbuches Medizin, Deutsch-Französisch.